# Carl Göring
Carl Theodor Göring (Brüheim, 28 aprile 1841 – Eisenach, 2 aprile 1879) è stato uno scacchista e filosofo tedesco.
Figlio unico di un ricco proprietario terriero, dopo aver completato gli studi ad Eisenach ebbe la possibilità di condurre una vita agiata, viaggiando a Berlino, Bonn e Gotha e dedicandosi a studi privati. Dal 1877 fu professore di filosofia all'Università di Lipsia. Era un rappresentante dell'empirismo critico e del positivismo. 
Negli anni 70 dell'Ottocento ottenne buoni risultati in vari tornei:
- 1870: 3º a Graz nel Congresso della federazione austriaca
- 1871: 1º a Wiesbaden, 4º a Krefeld, 3º a Lipsia
- 1872: 3º ad Altona
- 1876: 2º a Lipsia

Nel 1877 vinse una partita contro Adolf Anderssen a Lipsia. 
È ricordato per il gambetto Göring, una variante della partita Scozzese:
1.e4 e5 2.Cf3 Cc6 3.d4 exd4 4.c3 
Giocò questo gambetto per la prima volta nel 1877 a Lipsia in una partita contro Wilfried Paulsen, fratello di Louis Paulsen.
Fu tra i promotori della fondazione della Federazione scacchistica tedesca (Deutschen Schachbundes), ed uno dei suoi soci fondatori a Lipsia nel 1877.
Nel 1872 cominciò a soffrire di reumatismi, malattia che si aggravò con gli anni. Cadde in depressione e morì suicida. 
Scrisse diverse opere di filosofia, tra cui:
- Über den Begriff der Ursache in der Griechischen Philosophie, Lipsia 1874
- System der kritischen Philosophie, 2 Bde., Lipsia 1874-1875
- Über die menschliche Freiheit und Zurechnungsfähigkeit: eine kritische Untersuchung, Lipsia 1876